# Lista odcinków serialu Blog na cztery łapy
Poniżej znajduje się Lista odcinków serialu komediowego Blog na cztery łapy emitowanego w USA od 12 października 2012 roku na kanale Disney Channel. W Polsce serial jest emitowany od 23 marca 2013 roku.

## Odcinki
| Seria | Seria | Odcinki | Oryginalna emisja    | Oryginalna emisja | Oryginalna emisja | Oryginalna emisja |
| Seria | Seria | Odcinki | Premiera serii       | Finał serii       | Premiera serii    | Finał serii       |
| ----- | ----- | ------- | -------------------- | ----------------- | ----------------- | ----------------- |
|       | 1     | 22      | 12 października 2012 | 25 sierpnia 2013  | 23 marca 2013     | 28 grudnia 2013   |
|       | 2     | 24      | 20 września 2013     | 12 września 2014  | 11 stycznia 2014  | 31 stycznia 2015  |
|       | 3     | 24      | 26 września 2014     | 25 września 2015  | 18 kwietnia 2015  | 14 listopada 2015 |

### Seria 1: 2012-13
| Nr | Tytuł                        | Reżyseria        | Scenariusz                 | Premiera             | Premiera w Polsce | Kod |
| -- | ---------------------------- | ---------------- | -------------------------- | -------------------- | ----------------- | --- |
| 1  | Stan of the House            | Neal Israel      | Michael B. Kaplan          | 12 października 2012 | 23 marca 2013     | 101 |
| 2  | The Fast and the Furriest    | Neal Israel      | Michael B. Kaplan          | 4 listopada 2012     | 23 marca 2013     | 102 |
| 3  | Dog with a Hog               | Neal Israel      | Judd Pillot                | 11 listopada 2012    | 30 marca 2013     | 103 |
| 4  | Wingstan                     | Neal Israel      | Richard Gurman             | 18 listopada 2012    | 6 kwietnia 2013   | 106 |
| 5  | World of Woofcraft           | Shelley Jensen   | Steve Jarczak Shawn Thomas | 25 listopada 2012    | 13 kwietnia 2013  | 108 |
| 6  | Bark! the Herald Angels Sing | Neal Israel      | John Peaselee              | 2 grudnia 2012       | 20 kwietnia 2013  | 104 |
| 7  | The Parrot Trap              | Shelley Jensen   | Alison Brown               | 13 stycznia 2013     | 4 maja 2013       | 109 |
| 8  | The Bone Identity            | Neal Israel      | Jim Hope                   | 27 stycznia 2013     | 11 maja 2013      | 105 |
| 9  | Stan Stops Talking           | Shelley Jensen   | John Peaslee               | 17 lutego 2013       | 22 czerwca 2013   | 115 |
| 10 | Dog Loses Girl               | Neal Israel      | Chad Gervich               | 24 lutego 2013       | 6 lipca 2013      | 107 |
| 11 | Stan-ing Guard               | Shelley Jensen   | Michael B. Kaplan          | 24 marca 2013        | 20 lipca 2013     | 110 |
| 12 | Freaky Fido                  | Neal Israel      | Judd Pillot                | 7 kwietnia 2013      | 24 sierpnia 2013  | 111 |
| 13 | Guess Who's A Cheerleader    | Shelley Jensen   | Richard Gurman             | 28 kwietnia 2013     | 31 sierpnia 2013  | 112 |
| 14 | Crimes of the Art World      | Shelley Jensen   | Amy Pittman                | 5 maja 2013          | 28 września 2013  | 118 |
| 15 | Avery's First Crush          | Neal Israel      | Jim Hope                   | 12 maja 2013         | 7 września 2013   | 113 |
| 16 | The Truck Stops Here         | Rich Correll     | Steve Jarczak Shawn Thomas | 8 czerwca 2013       | 9 listopada 2013  | 114 |
| 17 | Avery's First Breakup        | David Kendall    | b.d.                       | 23 czerwca 2013      | 16 listopada 2013 | 122 |
| 18 | A New Baby?                  | Shelley Jensen   | Alison Brown               | 14 lipca 2013        | 23 listopada 2013 | 116 |
| 19 | Stan Talks to Gran           | Joel Zwick       | Kristin Layne Tucker       | 21 lipca 2013        | 30 listopada 2013 | 119 |
| 20 | Avery's Wild Party           | Eric Dean Seaton | John Peaslee               | 28 lipca 2013        | 7 grudnia 2013    | 121 |
| 21 | My Parents Posted What?!     | David Kendall    | Michael B. Kaplan          | 11 sierpnia 2013     | 21 grudnia 2013   | 120 |
| 22 | Stan's Old Owner             | Shelley Jensen   | Chad Gervich               | 25 sierpnia 2013     | 28 grudnia 2013   | 117 |

### Seria 2: 2013-14
| Nr | Tytuł                                        | Reżyseria          | Scenariusz                 | Premiera             | Premiera w Polsce    | Kod |
| -- | -------------------------------------------- | ------------------ | -------------------------- | -------------------- | -------------------- | --- |
| 23 | Too Short                                    | Shelley Jensen     | Michael B. Kaplan          | 20 września 2013     | 11 stycznia 2014     | 201 |
| 24 | Good Girl Gone Bad                           | Shelley Jensen     | Richard Gurman             | 27 września 2013     | 18 stycznia 2014     | 202 |
| 25 | Howloween                                    | Shelley Jensen     | Steve Jarczak Shawn Thomas | 4 października 2013  | 25 stycznia 2014     | 203 |
| 26 | Stan Make His Mark                           | Shelley Jensen     | Jim Hope                   | 11 października 2013 | 1 lutego 2014        | 204 |
| 27 | Tyler Gets a Girlfriend                      | Shelley Jensen     | Alison Brown               | 1 listopada 2013     | 9 lutego 2014        | 205 |
| 28 | Don't Karl Us, We'll Karl You                | Shelley Jensen     | Judd Pillott               | 22 listopada 2013    | 5 kwietnia 2014      | 206 |
| 29 | Twas the Flight Before Christmas             | Victor Gonzalez    | Richard Day                | 6 grudnia 2013       | 10 grudnia 2014      | 207 |
| 30 | Lost in Stanslation                          | Shelley Jensen     | Greg Lisbey                | 10 stycznia 2014     | 19 kwietnia 2014     | 208 |
| 31 | Avery B. Jealous                             | Victor Gonzalez    | Alison Brown               | 24 stycznia 2014     | 12 kwietnia 2014     | 209 |
| 32 | Love Ty-Angle                                | Shelley Jensen     | Michael B. Kaplan          | 21 lutego 2014       | 7 czerwca 2014       | 211 |
| 33 | Stan Runs Away                               | Alex Zamm          | Michael B. Kaplan          | 28 lutego 2014       | 21 czerwca 2014      | 213 |
| 34 | I Want My Nikki Back, Nikki Back, Nikki Back | Shelley Jensen     | Jim Hope                   | 7 marca 2014         | 14 czerwca 2014      | 212 |
| 35 | Avery-body Dance Now                         | Roger Christiansen | Richard Day                | 21 marca 2014        | 28 czerwca 2014      | 215 |
| 36 | The Green-Eyed Monster                       | Sean Mulcahy       | Greg Lisbe                 | 4 kwietnia 2014      | 9 sierpnia 2014      | 218 |
| 37 | Who's Training Who?                          | Victor Gonzalez    | Richard Gurman             | 11 kwietnia 2014     | 4 lipca 2014         | 210 |
| 38 | Love, Loss and a Beanbag Toss                | Shelley Jensen     | Alison Brown               | 16 maja 2014         | 16 sierpnia 2014     | 219 |
| 39 | How I Met Your Brother and Sister            | Bruce Leddy        | Natasha Gray               | 13 czerwca 2014      | 23 sierpnia 2014     | 217 |
| 40 | Will Sing for Food Truck                     | Shelley Jensen     | Steve Jarczak Shawn Thomas | 20 czerwca 2014      | 30 sierpnia 2014     | 216 |
| 41 | Stuck in the Mini with You                   | Bruce Leddy        | Amy Pittman                | 18 lipca 2014        | 4 października 2014  | 214 |
| 42 | Pod People from Pasadena                     | Sean Mulcahy       | Jay Dyer                   | 25 lipca 2014        | 11 października 2014 | 220 |
| 43 | The Mutt and the Mogul                       | Roger Christiansen | Steve Jarczak Shawn Thomas | 1 sierpnia 2014      | 15 listopada 2014    | 221 |
| 44 | Stan Gets Schooled                           | Rob Schiller       | Amy Pittman                | 15 sierpnia 2014     | 24 stycznia 2015     | 223 |
| 45 | Karl Finds Out Stan's Secret                 | Alex Zamm          | Jim Hope                   | 22 sierpnia 2014     | 22 listopada 2014    | 222 |
| 46 | The Kids Find Out Stan Blogs                 | Sean Mulcahy       | Michael B. Kaplan          | 12 września 2014     | 31 stycznia 2015     | 224 |

### Seria 3: 2014-15
| 47 | Guess Who Gets Expelled?         | Shelley Jensen                                | Michael B. Kaplan                              | 26 września 2014     | 18 kwietnia 2015     | 301     |
| Nadchodzi pierwszy dzień w liceum Avery. Tyler zaciąga ją do licealnego żartu, jednak z tego powodu oboje zostają wydaleni ze szkoły. Gościnnie: Kaila Maisonet jako Lindsay, Danielle Soibleman jako Max, Griffin Kunitz jako Mason, Kelly Perine jako Dyrektor Lawson                                 |                                  |                                               |                                                |                      |                      |         |
| 48 | Howloween 2: the Final Reckoning | Shelley Jensen                                | Jim Hope                                       | 3 października 2014  | 25 kwietnia 2015     | 302     |
| Stan ogląda horror na laptopie Avery głośno przy tym krzycząc. Rodzice słyszą jego krzyki i myślą, że w domu jest włamywacz. Tyler, Chloe i Avery próbują im wmówić, że dom jest nawiedzony chroniąc tajemnice Stana.                                                                                   |                                  |                                               |                                                |                      |                      |         |
| 49 | Avery Schools Tyler              | Joel Zwick                                    | Harry Hannigan                                 | 17 października 2014 | 2 maja 2015          | 303     |
| Tyler zostaje zaproszony do profesjonalnego klubu BMX, więc Avery uczy go jak ma się tam odpowiednio zachowywać. Gościnnie: Dexter Masland jako Red Burnett |                                  |                                               |                                                |                      |                      |         |
| 50 | Stan Falls in Love               | Shelley Jensen                                | Steve Jarczak Shawn Thomas                     | 21 listopada 2014    | 9 maja 2015          | 304     |
| Stan zakochuje się w pudelce o imieniu Księżniczka, jednak okazuje się, że pudel jest psem największej rywalki Avery, która wprowadziła się z rodzicami do domu obok nich. Gościnnie: Kaila Maisonet jako Lindsay, Danielle Soibleman jako Max, Griffin Kunitz jako Mason, Brighid Fleming jako Heather |                                  |                                               |                                                |                      |                      |         |
| 51 | Avery vs. Teacher                | Shelley Jensen                                | Debby Wolfe                                    | 28 listopada 2014    | 16 maja 2015         | 305     |
| Avery dostaje złą ocenę w szkole, chociaż jej zadania są zawsze perfekcyjne. Tymczasem Tyler i Chloe zabierają Stana do weterynarza. Gościnnie: Kayla Maisonet jako Lindsay, Danielle Soibleman jako Max, Rizwan Manji jako Dr. Young, Kelly Holden Bashar jako Solange Dupont                          |                                  |                                               |                                                |                      |                      |         |
| 52 | Stan Steals Christmas            | Shelley Jensen                                | Debby Wolfe                                    | 5 grudnia 2014       | 23 maja 2015         | 306     |
| Stan ukrywa świąteczne prezenty tak by dzieciaki miały je znaleźć razem współpracując, jednak zapomina gdzie. Tymczasem Bennet kupuje trampolinę, a Ellen chce zrobić świąteczne śniadanie. Gościnnie: Lyle Kanouse jako Ivan, Helen Slayton-Hughes jako Ruth                                           |                                  |                                               |                                                |                      |                      |         |
| 53 | Avery Makes Over Max             | Shelley Jensen                                | Jessica Kaminsky                               | 9 stycznia 2015      | 30 maja 2015         | 307     |
| 54 | Avery Dreams of Kissing Karl     | Shelley Jensen                                | Michael B. Kaplan                              | 16 stycznia 2015     | 6 czerwca 2015       | 308     |
| 55 | Dog on a Catwalk                 | Shelley Jensen                                | Jim Hope                                       | 6 lutego 2015        | 13 czerwca 2015      | 309     |
| 56 | Guess Who's a Cheater?           | Joel Zwick                                    | Debby Wolfe                                    | 20 lutego 2015       | 20 czerwca 2015      | 310     |
| 57 | Stan's New BFF                   | Jody Margolin Hahn                            | Steve Jarczack Shawn Thomas                    | 6 marca 2015         | 27 czerwca 2015      | 311     |
| 58 | Stan Sleep Talks                 | David Kendall                                 | Harry Hannigan                                 | 26 marca 2015        | 4 lipca 2015         | 313     |
| 59 | Stan Gets Married                | Rob Schiller                                  | Jessica Kaminsky                               | 17 kwietnia 2015     | 5 września 2015      | 312     |
| 60 | Guess Who Becomes President?     | Shelley Jensen                                | Loni Steele Sothand                            | 24 kwietnia 2015     | 12 września 2015     | 314     |
| 61-62 | Stan Has Puppies                 | Victor Gonzalez (część 1) Alex Zamm (część 2) | Michael B. Kaplan (część 1) Jim Hope (część 2) | 8 maja 2015          | 26 września 2015     | 315-316 |
| 63 | You're Not My Sister Anymore     | Joel Zwick                                    | Jessica Kaminsky                               | 12 czerwca 2015      | 19 września 2015     | 317     |
| 64 | The Puppies Talk                 | Joel Zwick                                    | Steve Jarczak i Shawn Thomas                   | 19 czerwca 2015      | 3 października 2015  | 318     |
| 65 | Guess Who's Dating Karl          | Jody Margolin Hahn                            | Harry Hannigan                                 | 17 lipca 2015        | 10 października 2015 | 320     |
| 66 | Murder of the Ornamental Dress   | Joel Zwick                                    | Kevin Engelking i Sarah Jeanne Terry           | 24 lipca 2015        | 17 października 2015 | 319     |
| 67 | Stan Rescues His Princess        | Regan Burns                                   | Debby Wolfe                                    | 7 sierpnia 2015      | 24 października 2015 | 321     |
| 68 | Cat with a Blog                  | Jonathan Judge                                | Amy Pittman                                    | 21 sierpnia 2015     | 31 października 2015 | 322     |
| 69 | Avery Starts Driving             | Jonathan Judge                                | Jim Hope                                       | 18 września 2015     | 7 listopada 2015     | 323     |
| 70 | Stan's Secret is Out             | Shelley Jensen                                | Michael B. Kaplan                              | 25 września 2015     | 14 listopada 2015    | 324     |